# بالکهام هیلز، نیو ساوت ولز
بالکهام هیلز (به انگلیسی: Baulkham Hills) یک حومه شهر در استرالیا است که در نیو ساوت ولز واقع شده‌است.